# 강퀴
강퀴(본명: 강승현, 1988년 10월 30일~)는 대한민국의 전직 리그 오브 레전드 프로게이머이다. 현재 리그 오브 레전드 챔피언스 코리아 해설위원을 맡고 있다.

## 내력
2012년 5월 7일, MVP 블루에 입단하면서 커리어를 시작했다. MVP 블루에서는 탑 라이너로 활동했다. 2013년 2월 7일, 팀을 퇴단했다.
이후 나이스게임TV에 입사하여 게임 해설가를 시작했다.
2014년 11월 14일, 팀 올림푸스를 만들며 다시 프로게이머에 재도전을 했다.
2014년 12월 19일. 후야 타이거즈의 코치로 합류했다. 2015년에는 중국팀인 에너지 페이스메이커의 코치직을 맡았다.
2016년부터 LCK의 해설직에 복귀했다. 2018년 서머 시즌을 앞두고 휴식을 선언했다. 이후 LCK의 해설위원으로 복귀했다.

## 출연
- 《LOL 나이트 쇼: 나는 캐리다》 (2014년 12월 ~ 2015년 1월, 온게임넷)

## 에피소드
MVP 블루 시절, 스크림 후 MVP 레드팀의 신윤기 선수에게 "윤기야, X스(?) 하고싶다"라고 이야기했다라는 에피소드가 퍼지면서 본인이 와우를 하던 시절의 이야기를 나이스게임 TV '롤러와'에서 이야기했다.
그 후 교미왕 강퀴같은 별명이 생겼다.